# Fekete mustár
A fekete mustár vagy francia mustár (Brassica nigra) Európában és Ázsiában gyakori egynyári, lágyszárú növény, amely 1 m magasra is megnőhet. 
A szár alsó részének levelei szeldeltek, feljebb ép szélűek és lándzsásak. Sárga virágai fürtökbe rendeződnek. Négyélű becőtermése, amely majdnem párhuzamos a főtengellyel, apró fekete gömb alakú magokat rejt, melyeket fűszer készítésére használnak fel.

## Francia mustár fajták
- dijoni mustár: 1752-től a legismertebb mustárfajta, sima, világossárga, jellegzetes ízű, több ízváltozatban készítik. A fűszereken kívül fehérbor és must vagy savanyú must (éretlen szőlő leve) felhasználásával készül.
- bordeaux-i mustár: kimondottan sötét, vöröses színű. Finomra őrölt barna és fekete magvakból készül, ecettel, vörösborral ízesítik, de gyógynövényeket is adnak hozzá.
- Grey Poupon mustár: ez a krémes, borsos mustár máig az egyik leghíresebb Dijonban. Nevét két úriemberről kapta; Maurice Grey adta a receptet, Auguste Poupon pedig a vállalkozás tőkéjét.
- Champagne mustár: világos, pezsgővel kevert mustár.
- provence-i mustár: paradicsommal, fokhagymával, hagymával, rozmaringgal és kakukkfűvel ízesített mustár. Bárányhoz és sült húsokhoz illik.

## Gyógyhatása
Belsőleg a fekete mustár étvágygerjesztő, mivel fokozza a bélnedvkiválasztást. Kis adagban emésztésserkentőnek javallt étvágytalanság és emésztési nehézségek esetén.
Külsőleg a fekete mustár alapú készítményeket borogatás formájában alkalmazzák hörghurut, reumás és ízületi fájdalmak, valamint influenzás megbetegedések esetén.
A fekete mustár magjában lévő szinigrin külsőleg bőrizgató és vérkeringést fokozó tulajdonságú, erős vérbőséget, értágulatot is okozhat, ami helyileg javítja a keringést; gyulladás esetén csillapítja a fájdalmat.

### Ellenjavallat
A túl magas koncentrációjú, vagy a bőrrel túl hosszú ideig érintkező borogatások túlérzékeny betegeknél erős fájdalmat, a bőrszövet visszafordíthatatlan roncsolódását, elhalását okozhatják.
A mustárkészítmények súlyos keringési és érproblémák, elsősorban visszértágulat esetén szintén ellenjavalltak.